# كرسي الحديد
كرسي الحديد أو كرسي محاكم التفتيش أو الكرسي الصيني هو أحد أدوات التعذيب التي كانت تستعمل في محاكم التفتيش الإسبانية وأوروبا في العصور الوسطى، هو كرسي حديدي يحتوي على 1300 و أحياناً 1500 مسِمار في كل بقعة منه.

## طريقة أستعماله

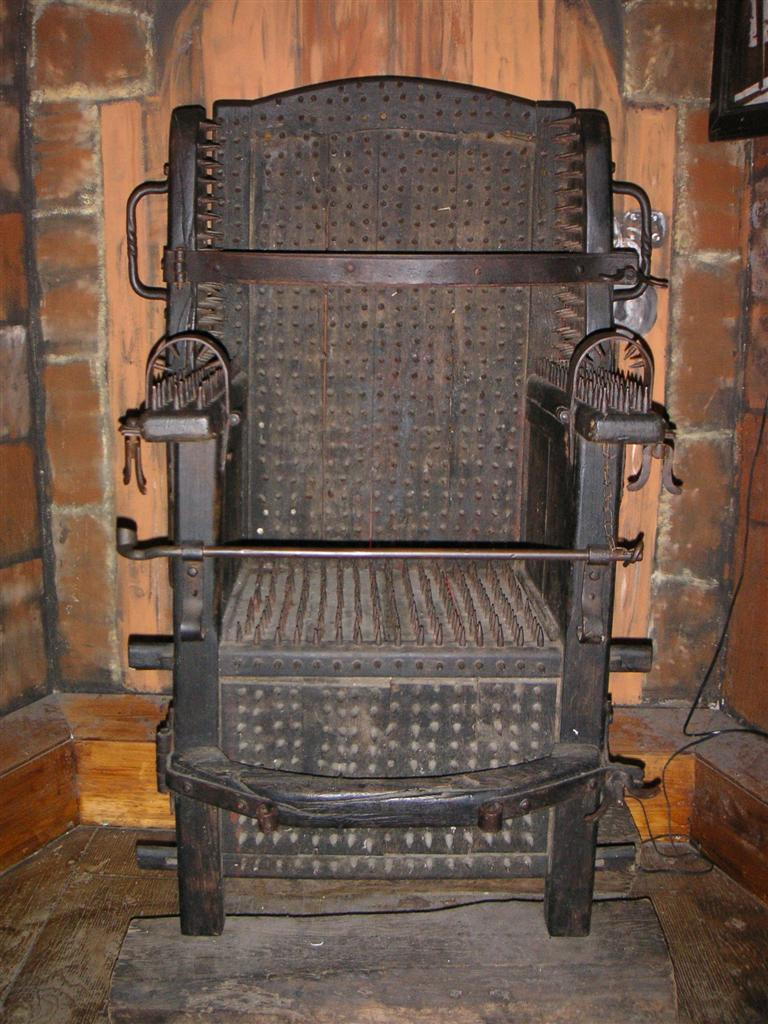

يتم تجريد الضحية من ملابسهِ و يتمُ ربطه بالكرسي بأحزمةٍ جلدية وحِبال حتى لا يستطيع التحركَ، بعدها تخترق المسامير جسِم الضحية بكاملهِ وغالبًا ما يتم وضع أثقال فوق جسِم الضحية حتى تضغط عليه للأسفل.